# Hermann von Reichenau

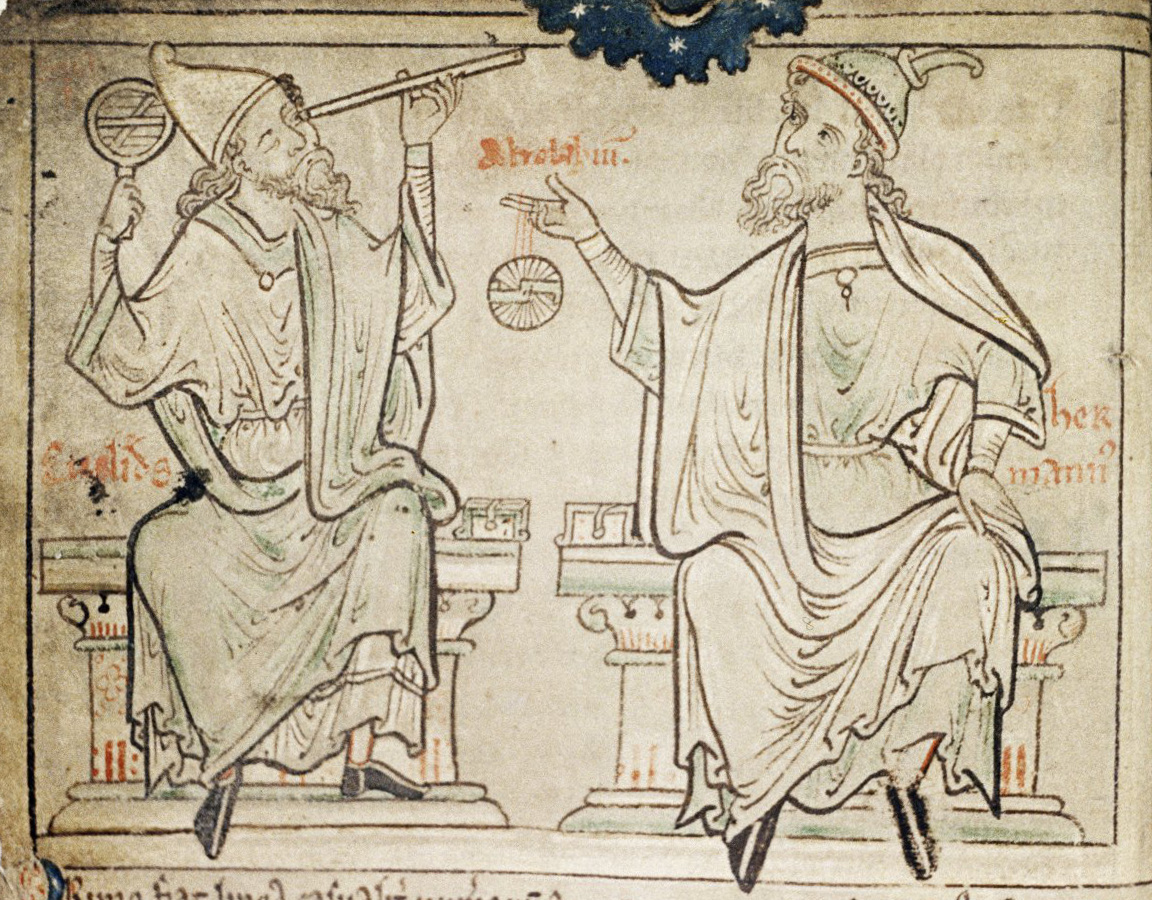
Diese von Matthew Paris geschaffene Illustration in einem Buch über Prophezeiungen (MS Ashmolean 304, Bodleian Library, 1. Hälfte 13. Jahrhundert) wird von einigen Autoren mit Hermann von Reichenau (rechts) in Verbindung gebracht, weil die dargestellte Person ein Astrolabium in der Hand hält und denselben Vornamen hat. Früher wurde sie dagegen häufig Hermann von Carinthia zugeschrieben. Es kann sich auch um symbolische Abbildungen der Astronomie und Geometrie (der links abgebildete Euklid) handeln.

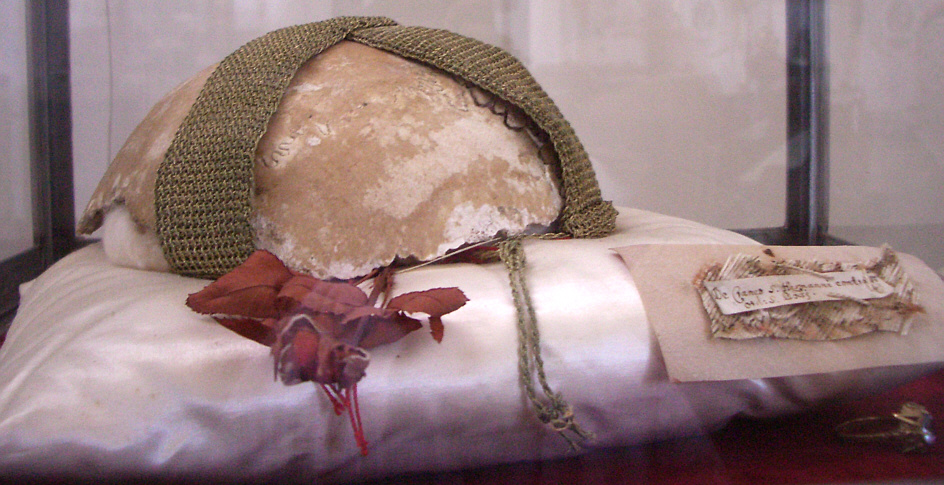
Reliquie Hermanns in der Schlosskirche in Altshausen

Hermann von Reichenau OSB (* 18. Juli 1013; † 24. September 1054 im Kloster Reichenau) auch Hermann der Lahme, Hermannus Contractus, Herimannus Augiensis oder im Spätmittelalter irreführend Hermann von Veringen genannt, da er aus dem Geschlecht der Grafen von Altshausen-Veringen stammte, war ein Mönch der Reichenau und galt als ein bedeutender Wissenschaftler, Komponist und Schriftsteller des Mittelalters.

## Leben
Hermann stammte aus dem schwäbischen Dynastengeschlecht von Altshausen-Veringen. Er wurde als Sohn des Grafen Wolfrat II. und dessen Frau Hiltrud in Oberschwaben geboren. Sein Geburtsort ist nicht überliefert.
Wegen einer Behinderung wurde er Hermannus Contractus bzw. Hermann der Lahme genannt. Derzeit gibt es zwei Hauptannahmen über seine Krankheit. Unter der Annahme, dass er seit seiner Geburt behindert war und – wie sein Schüler Berthold schildert – niemals gehen lernte, liegt die Erkrankung an einer spinalen Muskelatrophie nahe. Nach anderer Einschätzung war Hermann nicht von Geburt an gelähmt und sprachlich behindert. Damit liegt der Krankheitsbeginn in seinen Zwanzigerjahren. Unter dieser Annahme litt Hermann vermutlich an der jugendlichen Form der amyotrophen Lateralsklerose (ALS).
Hermann kam im Alter von sieben Jahren, im September 1020, in klösterliche Obhut, wahrscheinlich in das Kloster Reichenau, wo er 1043 unter Abt Berno die Mönchsgelübde ablegte. Bis zu seinem Tode hat er dieses Kloster vermutlich nicht wieder verlassen. Er erfuhr die damals übliche klösterliche Bildung und entwickelte sich zu einem herausragenden Kenner der Geschichte, der Musik sowie der Mathematik und der Astronomie. Mit Abt Berno, unter dem Hermann Mönch in Reichenau war, zählt er zu den bedeutendsten und vielseitigsten Gelehrten seiner Zeit und wurde als das Wunder des Jahrhunderts benannt.
Hermann starb im Jahr 1054 und wurde in der Familiengrablege in Altshausen beigesetzt.

## Bedeutung
Er war eine der führenden Personen seiner Zeit bei der Übertragung des bis dahin ausschließlich auf Arabisch überlieferten Wissens in der Mathematik und der Astronomie, so prägte er den astronomischen Begriff „Almukantarat“ für einen dem Horizont parallelen Kreis der Himmelskugel. Künstlerisch trat er als Komponist und Dichter hervor.
Seine Chronik ist eine Hauptquelle für die Geschichte des mittleren 11. Jahrhunderts. In Anbetracht seiner schwierigen Lebensumstände sind seine Leistungen, auf der Höhe der Wissenschaft zu stehen und aktiv zu forschen, sicherlich nicht zu unterschätzen. Trotzdem gilt er wissenschaftshistorisch gesehen nicht als die geniale und begnadete Einzelerscheinung des 11. Jahrhunderts. Er war wohl unter den führenden Gelehrten seiner Zeit und galt nach dem deutschen Mediävisten Arno Borst als der Universalgelehrte seiner Zeit, seine eigenen Beiträge und Erfindungen konnten sich aber kaum durchsetzen. Seine eigentliche Bedeutung erlangte er vor allem als Kompilator, also jemand, der bereits vorhandenes Wissen zugänglich machte, indem er es sinnvoll und übersichtlich anordnete.

## Hermann alsLokalheiliger
Hermann der Lahme besitzt in Oberschwaben als Lokalheiliger einen hohen Stellenwert und wurde in zahlreichen Kirchen dargestellt. Eine formelle Heiligsprechung hat aber nie stattgefunden.

## Darstellungen in Kunstwerken
In der sakralen Kunst wird Hermann oftmals mit Krücken oder beim Abfassen des Salve Regina dargestellt:
| Ort                  | Bauwerk | Bildbeschreibung | Bild |
| -------------------- | --- | --- | ---- |
| Altshausen           | Schloss- und Pfarrkirche St. Michael                                                                                          | Hermann in Verehrung des Christuskindes, Holzbildwerk von Kunstmaler Josef Zodel aus Leutkirch im Allgäu, gestiftet von Pfarrer Andreas Eisenbach als Schrein für die Hermann-Reliquie (Teil der Schädeldecke) |      |
| Bad Buchau (Kappel)  | St. Peter und Paul | Hermann bei der Niederschrift des Salve Reginas, Wandmalerei 1934 von Josef Niklas (* 1893 in Ulm; † 1974 in Weingarten) (Niklas war durch Kinderlähmung stark behindert und konnte nur mit der linken Faust malen) |      |
| Bad Schussenried     | Bibliotheksaal des ehemaligen Prämonstratenserklosters                                                                        | Hermann in Verehrung der Muttergottes von Franz Georg Hermann |      |
| Beuron               | Mauruskapelle beim Benediktinerkloster                                                                                        | Hermann als Heiliger |      |
| Großes Walsertal     | St. Gerold | Hermann mit Astrolab, Fresko eines unbekannten Künstlers |      |
| Neresheim            | Benediktiner-Abtei | Hermann bei der Niederschrift des Salve Regina |      |
| St. Gallen           | Kapelle der bischöflichen Residenz des ehemaligen Benediktinerklosters St. Gallen, Hermann im 7. Medaillon der Kassettendecke | Maler Johann Sebastian Hersche (St. Galler Hofmaler, um 1670) |      |
| St. Gallen           | Stiftsbibliothek: Deckenbild                                                                                                  | Hermann und sein Schüler Berthold, auf einer Darstellung der Geographie als Disziplin benediktinischer Gelehrsamkeit, Josef Wannenmacher, 1762 |      |
| St. Gallen           | St. Gallus und Otmar | Hermann als Marienverehrer und Musikwissenschaftler neben Papst Gregor (1. Joch im südlichen Seitenschiff), 1762 |      |
| Ottobeuren           | Basilika Ottobeuren, Fresko in der Langhauskuppel                                                                             | Hermann mit einem Text des Salve Regina, Franz Anton Zeiller, 1759 |      |
| Ottobeuren           | Kloster Ottobeuren, Klausur                                                                                                   | HERMANNVS CONTRACTVS. Öl auf Leinwand; 210 × 120 cm; 1678, Johann Friedrich Sichelbein. Der gelähmte Hermann sitzt mit seinem Krückstock in den Händen vor der ihm links erscheinenden Muttergottes, der er seine Kompositionen widmet. Sein Salve Regina hält ein Putto im Vordergrund dem Bildbetrachter entgegen. Die Anfänge des Alma redemptoris mater wie auch des Salve Regina sind auf einem geöffneten Buch neben Hermann zu erkennen. |      |
| Reichenau-Mittelzell | Münsterpfarrhaus | Hermann im Benediktinerhabit in seiner Klosterzelle, mit Krückstock und Gänsekiel, neben ihm ein pausbäckiger Engel, der ein mit Notenlinien versehenes Buch in der Hand hält; im Hintergrund die gekrönte Gottesmutter Maria mit dem segnenden Jesuskind. Öl auf Leinwand; 142 × 97 cm; 1729. |      |
| Reichenau-Mittelzell | Schatzkammer im Münster St. Maria und Markus (Reichenau-Mittelzell)                                                           | Hermann als alter Mann mit Krücke und einem aufgeschlagenen Buch mit dem Salve Regina in der Bibliothek; Füllkachel (48 × 31 cm) eines Steckborner Kachelofens aus dem Jahr 1745/46 mit der Aufschrift Beatus Hermannus Contractus Monachus Augiae a devotione Mariae celebris obiit 19. Julii 1054 (Der selige Hermann der Lahme, Mönch der Reichenau, berühmt ob seiner Marienverehrung, starb am 19. Juli 1054.)                             |      |
| Speyer               | Bronzetor des Domes | Relief von Toni Schneider-Manzell, 1971 |      |
| Stuttgart            | Württembergische Landesbibliothek Stuttgart: HB V 4a, 60r                                                                     | Hermann bei der Niederschrift des Salve Regina, Kolorierte Zeichnung des Gabriel Bucelinus |      |
| Veringendorf         | St. Michael, Wandmalerei 1. Hälfte des 14. Jahrhunderts von einem Konstanzer Meister                                          | Vermutete Deutung Hermann kniet vor dem Jesuskind und Maria, Auf Schriftbändern über ihm wird das Salve Regina angenommen |      |
| Veringenstadt        | Sgraffito auf der Außenfassade des Schulhauses vom Sigmaringer Kunstmaler Günther Dietrich 1952 geschaffen.                   | Hermann im Kreise seiner Schüler; das Salve Regina liegt als Text im Zentrum des Bildes; die Weltkugel symbolisiert seine weltumspannende Bedeutung; das Wappen der Grafen von Veringen zeigt seine Abstammung. |      |
| Veringenstadt        | Glasbild im Chorfenster der Stadtpfarrkirche St. Nikolaus von Wilhelm Geyer 1957 geschaffen.                                  | Im zentralen Fenster ist Maria mit Hermann dem Lahmen dargestellt. Wie im Salve Regina „… zeig uns Jesu, die gebenedeite Frucht deines Leibes“ deutet sie mit ihrer Geste auf die Darstellung des Gottessohnes im oberen Mittelfenster. |      |
| Veringenstadt        | Hermann der Lahme als Glasbild im kath. Pfarrhaus Veringenstadt von Wilhelm Geyer 1957 geschaffen.                            | |      |
| Veringenstadt        | Glocke der Stadtpfarrkirche St. Nikolaus 1948 gegossen von der Glockengießerei Heinrich Kurtz in Stuttgart                    | Inschrift: SALVE REGINA. HERMANN DER LAHME |      |
| Zwiefalten           | Münster Unserer Lieben Frau, Emporenfresko Meinrad von Au                                                                     | Maria, die Lehrerin des Papstes Cölestin, links vorne ist Hermann mit einer Krücke dargestellt |      |

## Gedenken
- Evangelischer Gedenktag: 24. September im Evangelischen Namenkalender (als Lehrer der Kirche)
- Römisch-katholischer Gedenktag: 24. September (als Seliger)
- Hermannus-Contractus-Straße in Reichenau-Mittelzell
- Gedenktafel in der Kirche St. Georg und Jakobus in Isny[7]

## Historischer Roman
Die katholische Ordensschwester und Schriftstellerin Maria Calasanz Ziesche verarbeitete das Leben Hermann von Altshausens auf der Grundlage der Chronik des Berthold von Reichenau in dem historischen Roman Die letzte Freiheit (1989).

## Theater
Der Intendant und Regisseur Christoph Nix schrieb das Theaterstück „Hermann der Krumme oder die Erde ist rund“. Es ist als Freilufttheater konzipiert und wurde bei den Konstanzer Münsterplatzfestspielen des Konstanzer Theaters Juli 2020 uraufgeführt. Für Nix ist Hermann der Krumme als Wissenschaftler der Stephen Hawking des ersten Jahrtausends, das Stück eine Metapher auf den krummen Zustand der Welt.

## Werke

### Geschichtsschreibung
- Chronicon[11]: Unter seinen Werken als Historiker ragt die in lateinischer Sprache verfasste, die Zeit von der Geburt Christi bis in das Jahr 1054 schildernde Weltchronik Chronicon heraus. In ihr bezieht er nicht nur sich selbst, seine Geburt und seinen Schulanfang, sondern auch seine Familiengeschichte in die Zeitgeschichte ein. Seine Weltchronik wurde nach dem Tod Hermanns auf dessen Wunsch hin von seinem Schüler Berthold von Reichenau bis zum Jahr 1080 fortgesetzt. Bertholds Fortsetzung setzt mit der Lebensgeschichte Hermanns des Lahmen ein.
- Gesta Chuonradi et Heinrici imperatorum vermutlich nicht erhalten; wahrscheinlich handelte es sich nur um Zusätze zur Gesta Chuonradi von Wipo

### Musik
- Musica: Die von ihm entwickelte Notentheorie ist in dem Werk Musica niedergelegt.
- Sequenzen:

1. Sequentia de beata Maria virgine (Oesch, S. 145: Urheberschaft Hermanns kaum beweisbar; auch Heinrich, dem Lehrer des Gottschalk zugeschrieben; seit dem 12. Jahrhundert auch ins Deutsche übertragen)
2. Grates honos hierarchia
3. Rex regum Dei Agne
4. Benedictio trinae unitati (Zuschreibung, aber kaum bestritten)
5. Exurgat totus almiphonus (Zuschreibung, aber kaum bestritten)

- Antiphonen: Die Antiphonen Alma redemptoris mater und Salve Regina werden ihm des Öfteren zugeschrieben.
- Historien (laut der Vita Herimanni, Kap. III, seines Schülers Berthold):
  - de sancto Georgio
  - de sanctis Gordiano et Epimacho (jüngst identifiziert durch Stefan Morent:[12])
  - de sancta Afra martyre  (ed. Brambach 1892, D. Hiley / W. Berschin 2004)
  - de sancto Magno confessore (ed. D. Hiley / W. Berschin 2013)
  - de sancto Wolfgango episcopo (ed. D. Hiley 2002)

### Astronomie/Mathematik
Die Chronik Hermanns wurde von seinem Schüler Berthold von Reichenau fortgesetzt, der darin auch das Leben Hermanns und seine wissenschaftliche Arbeit darstellt, leider nur zusammenfassend und nicht vollständig. Danach gab es Werke über die Komputistik, Mondmonat, Mondfinsternis, Geometrie und die Sonnenuhr (Die Chronik Bertholds von Reichenau. Zweite Fassung, 1054). Erhalten haben sich im Wesentlichen:
1. De mensura astrolabii
2. De utilitatibus astrolabii
3. Epistula de quantitate mensis lunaris
4. De horologio viatorum
5. Abbreviatio compoti cuiusdam idiotae
6. Prognostica de defectu solis et lunae
7. De conflictu Rythmimachiae
8. Qualiter multiplicationes fiant in abaco

In den Texten (1) und (2) erstellt Hermann aus den Informationen über das Astrolabium, die ihm vorlagen, einen qualitativ hochwertigen Text über Konstruktion und Verwendung. Text (4) ist die Beschreibung einer tragbaren Sonnenuhr. Die Texte wurden 1721 von dem Benediktinermönch Pater Bernhard Pez ediert und Hermann dem Lahmen zugeschrieben. Text (2) wurde von Nikolaus Bubnow ediert, aber Gerbert d’Aurillac wurde als möglicher Autor genannt.
Die Schriften (3), (5) und (6) enthalten Hermanns Auseinandersetzung mit der Komputistik. In (3) berechnet er die Länge des Mondmonats und kommt zu dem exakten Ergebnis:
```
29 Tage, 12 Stunden, 29 Momente, 348 Atome.
```

(5) stellt einen knappen, handbuchartigen Überblick über die Komputistik bereit und (6) eine Abhandlung über Sonnen- und Mondfinsternisse. Bei der klaren Definition der astronomischen Mond-Sonnen-Beziehung, die zu einer Verfinsterung führt, und deren Berechnung betritt er Neuland. Text (5) und (6) wurden von Nadja Germann in ihrem Buch De Temporum Ratione ediert.
(8) Qualiter multiplicationes fiant in abaco ist eine Anleitung für Schüler zum Rechnen mit dem Abakus, Multiplikation und Division (Kapitel I–V). Darauf folgen Umrechnungsvorschriften für römische Bruchzahlen, von as bis calcus (Kapitel VI-VII). Die Handschrift wurde von dem Karlsruher Mathematiklehrer Peter Treutlein ediert. Martin Hellmann edierte den Text mit einer Übersetzung in die deutsche Sprache in seinem Buch Hermann der Lahme. Gelehrter und Dichter (1013-1054).
Auch Text (7) über das mittelalterliche mathematische/musikalische Spiel, die Rhythmomachia, muss man zu den wissenschaftlichen Werken rechnen. Obwohl er nur wenige Seiten umfasst, zeigt er eine tiefe Kenntnis sowohl des Spiels, als auch der zugrundeliegenden Theorien, insbesondere der De institutione arithmetica des Boethius.

### Dichtung
- Opusculum Herimanni de octo vitiis principalibus: an Nonnen gerichtetes Lehrgedicht über die acht Hauptlaster (1722 Verse); Neue Ausgabe: Hermann der Lahme, Opusculum Herimanni (De octo vitiis principalibus). Eingeleitet, herausgegeben und übersetzt von Bernhard Hollick (= Reichenauer Texte und Bilder. Band 14). Heidelberg 2008.
- versus pro epitaphio matris suae als Einschub in der Chronik
- Martyrologium: ed. Dümmler 1885.

## Textausgaben
- Hermann von Reichenau: Chronicon. In: Werner Trillmich (Hrsg.): Quellen des 9. und 11. Jahrhunderts zur Geschichte der Hamburgischen Kirche und des Reiches (= Ausgewählte Quellen zur deutschen Geschichte des Mittelalters. Freiherr vom Stein-Gedächtnisausgabe. Band 11). Bearbeitet von Rudolf Buchner. 7. um einen Nachtrag erweiterte Auflage. Wissenschaftliche Buchgesellschaft, Darmstadt 2000, ISBN 3-534-00602-X, S. 615–707.
- Herimanni Augiensis chronicon a. 1–1054. In: Georg Heinrich Pertz u. a. (Hrsg.): Scriptores (in Folio) 5: Annales et chronica aevi Salici. Hannover 1844, S. 67–133 (Monumenta Germaniae Historica, Digitalisat)
- Opusculum Herimanni (De octo vitiis principalibus). Eine Vers- und Lebensschule (= Reichenauer Texte und Bilder. Band 14). Hrsg. und übersetzt von Bernhard Hollick. Mattes-Verlag, Heidelberg 2008, ISBN 978-3-930978-96-0.
- Berthold von der Reichenau: Vita Herimanni. Lateinisch und deutsch, übersetzt von Walter Berschin (= Reichenauer Texte und Bilder. Band 11)

## Tonträger
- The Miracle of the Century: Das Wunder des Jahrhunderts. Hermannus Contractus – Hermann dem Lahmen von der Reichenau. Ensemble Ordo Virtutum für Musik des Mittelalters. Leitung: Stefan Johannes Morent. Edition Raumklang, 2013.[21]